# Montsecosuchus
Montsecosuchus is een geslacht van uitgestorven atoposauride Crocodylomorpha. Het is de vervangende geslachtsnaam voor Alligatorium depereti, die in 1915 werd beschreven vanuit de lithografische kalksteengroeve van Montsec in Spanje. De soortaanduiding eert Charles Jean Julien Depéret. Fossielen gevonden op deze plaats zijn afkomstig uit het Vroeg-Krijt, zijnde Laat-Berriasien - Vroeg-Valanginien, behorend tot de La Pedrera de Rúbies-formatie. Herbeschrijvingen en herzieningen van de soort, hoewel sommigen erkenden dat er grote verschillen bestonden tussen de soort en andere leden van het geslacht, leverden geen nieuw geslacht op. Volgens deze publicaties was de schedel van Alligatorium depereti korter in verhouding tot de lichaamslengte dan enige andere Alligatorium-soort (minder dan de helft van de presacrale lengte), en dit werd als bewijs aangevoerd voor een fylogenetisch onderscheid van de soort, hoewel er geen vervangende naam werd voorgesteld. Een betere preparering van het holotype-exemplaar MGB 512, een bijna volledig gearticuleerd skelet ingebed in een kalksteenmatrix die nu is gehuisvest in het Museu de Ciències Naturals de Barcelona, maakte een herziening van de soort in 1990 mogelijk waarin de geslachtsnaam Montsecosuchus werd benoemd.
Montsecosuchus verschilt op verschillende punten van andere atoposauriden zoals Alligatorium, Alligatorellus en Theriosuchus. Verschillende kenmerken van de schedel, waaronder de aanwezigheid van een ongegroefde beennaad tussen wandbeen en squamosum en een naar achter uitstekend retro-articulair uitsteeksel onderscheiden Montsecosuchus van deze geslachten. Zowel Montsecosuchus als Alligatorellus hebben drie sacrale wervels; dit kan een gedeelde synapomorfie van de twee geslachten zijn. De kortheid van het spaakbeen is een autapomorfie van het geslacht dat niet wordt gezien bij andere atoposauriden, hoewel het gebruikelijk is bij meer afgeleide crocodylomorfen.